# Sardarapat
Sardarapat o Sardarabad (en armenio: Սարդարապատ) es una comunidad rural de la provincia de Armavir en Armenia.
En 2009 tenía 6275 habitantes. Entre 1935 y 2009 el topónimo del pueblo fue cambiado a "Hoktember" para conmemorar la Revolución de Octubre.
Se ubica en la periferia meridional de la capital provincial Armavir, en la salida de dicha ciudad por la carretera M5 que lleva al río Aras.

## Demografía
Evolución demográfica:
| Año        | 1831 | 1897 | 1926 | 1939 | 1959 | 1970 | 1979 | 1989 | 2001 | 2004 |
| Habitantes | 1487 | 2440 | 2831 | 2585 | 3574 | 4529 | 4755 | 5727 | 3088 | 6171 |

## Patrimonio
Junto a la localidad se asentaba la importante fortaleza persa de Sardari Berd. Fue construida con ayuda técnica británica hacia 1810 por Sardar Hosein Qoli Kan, el último gobernador persa del Kanato de Ereván, usando piedras extraídas de las ruinas de la antigua Armavir, algunas de las cuales conservan todavía inscripciones cuneiformes. Usada como centro administrativo del distrito de Sardarapat y residencia de verano del Kan de Ereván, la fortaleza fue tomada por los rusos al mando del general Paskevich en 1828, a pesar de la firme resistencia presentada por Hasan Kan Kajar, hermano de Hosein. Casi no quedan rastros de la fortaleza pues los restos fueron desmantelados para construir la Armenia soviética.
Uno de los monumentos principales de la localidad es el memorial de Sarderapat, que conmemora la batalla de Sardarapat.